# Gouvernement intérimaire syrien
 (août 2021).
18 mars 2013 – 31 janvier 2025
- Territoire contrôlé par Hayat Tahrir al-Cham
- Territoire contrôlé par l'Armée nationale syrienne
- Territoire contrôlé par des groupes de l'Armée syrienne libre

Entités précédentes :
- République arabe syrienne

Entités suivantes :
- Gouvernement de transition syrien

Le gouvernement intérimaire syrien (ou GIS; en Arabe: الحكومة السورية المؤقتة) est un gouvernement en exil formé en 2013 par l'opposition syrienne pendant la guerre civile syrienne. Elle appartient à la Coalition nationale des forces de l'opposition et de la révolution en exil aussi. Le gouvernement intérimaire contrôle indirectement certaines régions du pays et prétend être le seul gouvernement légitime au nom de l'opposition syrienne au détriment du Conseil des ministres de la Syrie Baathiste. Le gouvernement intérimaire a son siège dans la ville de Azaz dans le gouvernorat d'Alep,.

## Histoire
Lors d'une conférence tenue à Istanbul le 19 mars 2013, des membres de la Coalition nationale ont élu Ghassane Hitto Premier ministre d'un gouvernement intérimaire syrien. Hitto a annoncé qu'un gouvernement technique serait formé dirigé par 10 à 12 ministres. Le ministre de la défense sera choisi par l'Armée syrienne libre.Les nouveaux ministères ne seront pas placés dans un seul endroit mais seront répartis dans des régions qui sont sous le contrôle de l'opposition syrienne.
Un chrétien, un kurde et une femme font partie du cabinet désigné; Ahmad Ramadan, membre de la Coalition nationale, a déclaré que le cabinet avait été nommé sur une base méritocratique. Le GIS a été la principale autorité civile dans la plupart des zones tenues par l'opposition en Syrie. Son système de conseils locaux administratifs gère des services tels que des écoles et des hôpitaux dans ces régions.
En décembre 2015, le GIS a fondé l'Université libre d'Alep (FAU), comme alternative aux universités gérées par le gouvernement; environ 7 000 étudiants étaient inscrits à la FAU au début de 2018, avec des campus en territoire contrôlé par l'opposition dans cinq provinces. En janvier 2018, le GIS a déplacé l'administration de l'Université d'Idlib vers la ville ouest d'Alep Bashqateen. Fin 2017, le GIS présidait plus de 12 conseils provinciaux et plus de 400 conseils locaux élus. Il a tenu des élections dans le gouvernorat d'Idlib en 2017. Il exploite également un important poste frontalier entre la Syrie et la Turquie, qui génère un revenu estimé à 1 million de dollars chaque mois.
Le 30 décembre 2017, au moins 30 factions opérant sous la bannière du gouvernement intérimaire syrien ont fusionné en un groupe armé unifié après quatre mois de préparation. Jawad Abu Hatab, le Premier ministre et le ministre de la Défense, ont annoncé la formation de Armée nationale syrienne après avoir rencontré des commandants rebelles dans la ville d'Azaz. Le corps nouvellement formé prétendait avoir 22 000 combattants.

## Premiers ministres
| No. | Portrait | Premier ministre    | Début             | Fin               | Parti                   | Remarques                                                                            |
| --- | -------- | ------------------- | ----------------- | ----------------- | ----------------------- | ------------------------------------------------------------------------------------ |
| 1   |          | Ghassane Hitto      | 18 mars 2013      | 14 septembre 2013 | Indépendant             | Hitto n'a pas réussi à former un gouvernement et il a démissionné le 8 juillet 2013. |
| 2   |          | Ahmad Tomah (en)    | 14 septembre 2013 | 22 juillet 2014   | Indépendant             |                                                                                      |
| (2) |          | Ahmad Tomah         | 14 octobre 2014   | 17 mai 2016       | Indépendant             | Seconde période.                                                                     |
| 3   |          | Jawad Abu Hatab     | 17 mai 2016       | 10 mars 2019      | Indépendant             |                                                                                      |
| 4   |          | Abdurrahman Mustafa | 30 juin 2019      | en cours          | Conseil national syrien |                                                                                      |

## Ministres
| Nom                    | Ministère                           | Début              | Fin      |
| ---------------------- | ----------------------------------- | ------------------ | -------- |
| Akram Tomeh            | Vice Premier Ministre               | 12 juillet 2016    | en cours |
| Selim Idriss           | Ministre de la Défense              | 1er septembre 2019 | en cours |
| Jawad Abu Hatab        | Ministre de l'Intérieur             | 12 juillet 2016    | en cours |
| Abdel Moneim Alhalabi  | Ministre des Finances               | 12 juillet 2016    | en cours |
| Mohammed Firas Aljundi | Ministre de la Santé                | 12 juillet 2016    | en cours |
| Abdul Aziz Aldughem    | Ministre de l'Education Supérieure  | 12 juillet 2016    | en cours |
| Imad Albarq            | Ministre de l'Education             | 12 juillet 2016    | en cours |
| Yaaqoub Alammar        | Ministre de l'Administration Locale | 12 juillet 2016    | en cours |
| Jamal Kallash          | Ministre de l'Agriculture           | 12 juillet 2016    | en cours |
| Abdullah Razzouk       | Ministre des Services               | 12 juillet 2016    | en cours |